# Стокхолмски синдром
Стокхолмски синдром је назив психолошког стања које настаје у ситуацијама у којима долази до зближавања отмичара и талаца. Зближавању отмичара и њихових жртава доприноси време проведено у таквој ситуацији; што више времена протекне, већа је могућност стварања стокхолмског синдрома, а с тим и мања вероватноћа повређивања талаца. Такође, зближавању могу да доприносе величина просторије у којој се заједно налазе отмичар и талац, испуњавање захтева којима су власти изашле у сусрет, сличност политичких ставова итд. Стокхолмски синдром не настаје у ситуацијама када су таоци изоловани, када немају контакт са отмичарима, или када има насилничког понашања од стране отмичара према таоцима или другим лицима.
Стокхолмски синдром је резултат прилично специфичног сплета околности, наиме неравнотеже моћи садржане у узимању талаца, киднаповању и насилним односима. Због тога је тешко пронаћи велики број људи који доживе Стокхолмски синдром за извођење студија са било каквом статистичком моћи. Ово отежава утврђивање трендова у развоју и ефектима стања.
Емоционалне везе се могу створити између отмичара и заробљеника током интимног времена заједно, али се оне генерално сматрају ирационалним у светлу опасности или ризика које трпе жртве. Стокхолмски синдром никада није био укључен у Дијагностички и статистички приручник за менталне поремећаје или ДСМ, стандардни алат за дијагностиковање психијатријских болести и поремећаја у САД-у, углавном због недостатка доследног броја академских истраживања. Синдром је редак: према подацима FBI-а, око 5% жртава талаца показује доказе о Стокхолмском синдрому.
Овај израз су медији први пут користили 1973. године када су четири таоца заточена током пљачке банке у Стокхолму у Шведској. Таоци су бранили своје отмичаре након што су пуштени и нису пристали да сведоче на суду против њих. Запажено је да се у овом случају сматрало да је полиција поступала обраћајући мало пажње на безбедност талаца, пружајући алтернативни разлог за њихову неспремност да сведоче. Стокхолмски синдром је парадоксалан, јер су симпатетична осећања која заробљеници осећају према својим отмичарима супротна од страха и презира које посматрач може осећати према отмичарима.
Постоје четири кључне компоненте које карактеришу Стокхолмски синдром:
- Талачки развој позитивних осећања према отмичару
- Одсуство претходних односа између талаца и отмичара
- Одбијање талаца да сарађују са полицијским снагама и другим државним органима
- Веровање талаца у хуманост отмичара, престајући да их доживљава као претњу, када жртва има исте вредности као и агресор.[9]

Стокхолмски синдром је „оспоравана болест“ због сумње у легитимност стања. Опсег термина је проширен да такође описује реакције неких жртава злостављања изван контекста отмица или узимања талаца. Радње и ставови слични онима који пате од Стокхолмског синдрома такође су пронађени код жртава сексуалног злостављања, трговине људима, екстремизма, тероризма, економског угњетавања, финансијске репресије, политичке репресије и верских прогона. То је зато што се Стокхолмски синдром може сматрати „још једним начином суочавања са стресом и опасношћу ... сличним другим облицима суочавања по томе што се учесници не баве директно проблемом, већ проналазе начин да се носе са ситуацијом идентификујући се са агресором. Механизми суочавања попут ових могу имати велики утицај на ПТСП."

## Историја

### Пљачка банке у Стокхолму
Године 1973. Јан-Ерик Олсон, осуђеник на условном отпусту, узео је четири таоца (три жене и једног мушкарца) у Кредитбанкен, једној од највећих банака у Стокхолму, у Шведској, као таоце током неуспеле пљачке банке. Он је преговарао је о пуштању из затвора свог пријатеља Кларка Олофсона да му помогао. Таоци су били заточени шест дана (23—28. августа) у једном од трезора банке. Када су таоци ослобођени, нико од њих није хтео да сведочи против било којег од отмичара на суду; уместо тога, почели су да прикупљају новац за њихову одбрану.
Нилс Бејерот, шведски криминолог и психијатар, сковао је термин након што је стокхолмска полиција затражила помоћ од њега при анализирању реакција жртава на пљачку банке 1973. и њиховог статуса талаца. Како идеја испирања мозга није била нови концепт, Бејерот је, говорећи о „вести објављеној након пуштања заробљеника”, описао реакције талаца као резултат испирања мозга од стране њихових отмичара. Он је то назвао Norrmalmstorgssyndromet (по тргу Нормалмсторг на коме се догодио покушај пљачке), што значи „Нормалмсторшки синдром”; касније је постао познат изван Шведске као Стокхолмски синдром. Психијатар Франк Очберг је то првобитно дефинисао као помоћ у управљању талачким ситуацијама.
Ову анализу дао је Нилс Бејерот након што га је на шведском радију критиковала Кристин Енмарк, једне од талаца. Енмарк је тврдила да је стратешки успоставила однос са отмичарима. Она је критиковала Бејерота због угрожавања њихових живота агресивним понашањем и агитацијом отмичара. Она је исто тако критиковала је полицију што је уперила пиштоље на осуђенике док су таоци били на линији ватре, а новинским медијима је рекла да је један од отмичара покушао да заштити таоце од унакрсне ватре. Такође је критиковала премијера Олофа Палмеа, пошто је остварила договор са отмичарима за пуштање на слободу, али јој је премијер рекао да ће пре дозволити да таоци страдају, него што ће попусти пред захтевима отмичара.

Олсон је касније у једном интервјуу рекао:
Таоци су били криви. Урадили су све што сам им рекао. Да нису, можда сада не бих био овде. Зашто ме нико од њих није напао? Отежавали су убијање. Натерали су нас да живимо заједно дан за даном, попут коза, у тој прљавштини. Није било друге него да се упознамо.

## Порекло имена
Назив стокхолмског синдрома увео је криминолог и психијатар Нилс Бејерот после неуспеле пљачке банке и отмице на Нормалмсторгу у Стокхолму, од 23 до 28. августа 1973. Таоци су се емоционално везали за отмичаре, па су после оправдавали њихове поступке чак и након свог ослобођења. Касније, током судског процеса, таоци су нерадо говорили о отмици.